# Aberdeen (Idaho)
Aberdeen – miasto w Stanach Zjednoczonych, w stanie Idaho, w hrabstwie Bingham.